# Christian Koeck
Christian Koeck (* 1758 in Mainz; † 1818 in München, nach anderen Quellen auch 1825) war ein deutscher Modellierer und Zeichner in der Zeit der Aufklärung und des reformierten französischen Bildungswesens der Revolutionszeit.

## Leben
Christian Koeck genoss eine künstlerische Ausbildung als Modellierer bei dem bekannten Bildhauer Jean-Antoine Houdon in Paris, wo er mit Anatomie vertraut gemacht wurde. Er war noch vor seiner Berufung auf eine Zeichnungsprofessur an der école centrale des Département du Mont-Tonnerre als Zeichner und Lithograph in Mainz tätig. Seine Leistungen auf dem Gebiet des wissenschaftlichen Kupferstechens waren für die Medizin von nachhaltiger Bedeutung. Bedeutend sind insbesondere seine anatomische Abbildungen und die Herstellung plastischer Modelle, die er ab 1793 in kongenialer Weise für Samuel Thomas von Soemmerring ausführte. Der Kupferstich in Sömmerings Werk Über die Wirkungen der Schnürbrüste von 1793 begründete eine fruchtbare Zusammenarbeit mit dem Anatomen, die auch während der französischen Zeit von Mainz (1797–1813) nicht unterbrochen wurde.
Sein Zeichenunterricht für die französische Administration in Mainz umfasste die „Zeichenkunst im Besonderen“. Der Zeichenunterricht war eingegliedert in die „schönen Künsten und schönen Wissenschaften“, die an der Zentralschule gelehrt wurden. Da die école centrale nur für fünf Jahre in Mayence [= Mainz] existierte, konnte Koeck leider kein fundiertes pädagogisches Konzept herausbilden.

## Kupferstiche für Soemmerrings Werke

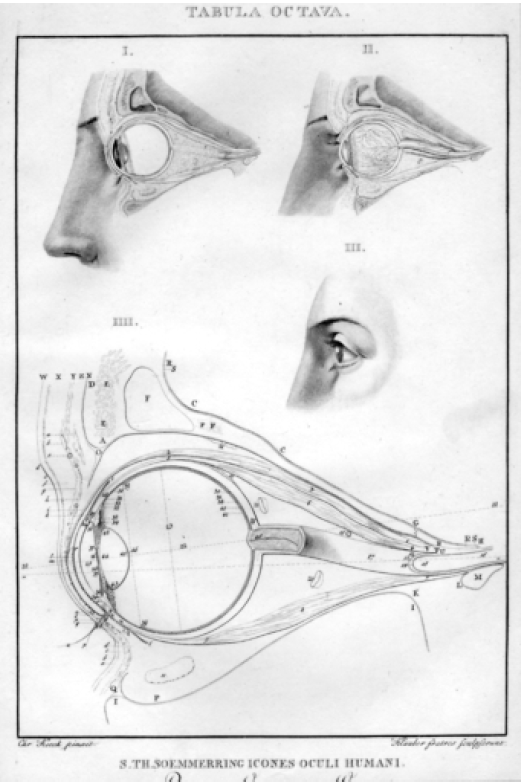
Profil des Gesichtsorgans

- De morbis vasorum absorbentium corporis humani, Frankfurt am Main 1795
- Über das Organ der Seele, Königsberg 1796 (mit einem Beitrag von Immanuel Kant).
- Tabula sceleti feminini, Frankfurt am Main 1798
- Icones embryonum humanorum, Frankfurt am Main 1799[6]
- Abbildungen des menschlichen Auges, Frankfurt am Main 1801 hier u. a. „Profil des Gesichtsorgans von der linken Seite angesehen“, Kupferstich von Christian Koeck nach Klauber aus Samuel Thomas Soemmerring „Abbildungen des menschlichen Auges“, 1801 (Westpreußisches Landesmuseum Münster)[7]
- Abbildungen des menschlichen Hörorgans, Frankfurt am Main 1806
- Abbildungen des menschlichen Organs des Geschmacks und der Stimme, Frankfurt am Main 1806
- Abbildungen der menschlichen Organe des Geruchs, 1809
- Tierstudien in Soemmerrings Stammbuch 1774–1804[8]
- „Die schöne Mainzerin“, Stich von Christian Koeck aus Samuel Thomas Soemmerring „Tabula sceleti feminini iuncta descriptione“, 1797

## Anatomie
- Carl Wenzel: Uber die Krankheiten am Ruckgrathe. Bamberg, Wesche, 1824. Mit 8 gefalteten Kupfertafeln